# Военная академия радиационной, химической и биологической защиты
Военная академия радиационной, химической и биологической защиты имени Маршала Советского Союза С. К. Тимошенко — государственное многоуровневое высшее военное образовательное учреждение, расположенное в Костроме.
Академия создана как Военно-химическая академия РККА на базе военно-химического отделения Военно-технической академии РККА и 2-го Московского химико-технологического института в 1932 году.

## Общие сведения

Здание Военной академии РХБЗ имени Маршала Советского Союза С. К. Тимошенко (г. Кострома)

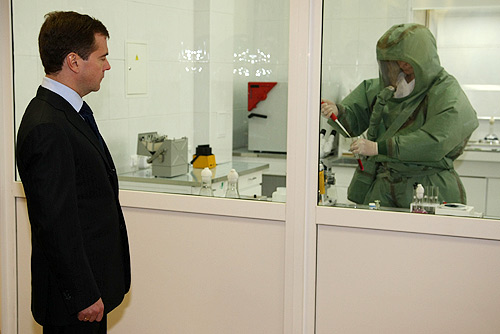
Президент России Д. А. Медведев во время посещения академии 15 мая 2008 года.

По своей организационно-правовой форме академия является федеральным государственным военным казённым образовательным учреждением высшего профессионального образования Министерства обороны Российской Федерации (Минобороны России) и в соответствии с лицензией реализует программы высшего и среднего профессионального образования, послевузовского и дополнительного профессионального образования.
Академия — это единственное в своем роде высшее военно-учебное заведением Вооруженных Сил Российской Федерации, крупный научный центр по проблемам технологии органических веществ, разработки и производства специальных материалов и средств биологической защиты войск и окружающей среды.
Подготовка специалистов высшей квалификации осуществляется для всех видов Вооруженных Сил, федеральных органов исполнительной власти Российской Федерации и других государств. С 2010 года организована подготовка специалистов по федеральной целевой программе «Национальная система химической и биологической безопасности Российской Федерации на 2009—2012 гг.».
По структуре академия состоит из управления академии (командования, различных отделов и служб), основных подразделений (факультетов, кафедр, научно-исследовательских лабораторий, подразделений обеспечения учебного процесса). В академии работают 28 докторов наук и 210 кандидатов наук (2017).

## История академии
Военно-химическая академия РККА была создана в соответствии с постановлением Совета Труда и Обороны, приказом Реввоенсовета СССР № 039 от 13 мая 1932 г., на базе военно-химического отделения Военно-технической академии РККА и 2-го Московского химико-технологического института. Формирование академии завершилось к 1 октября 1932 года. В её состав вошли военно-инженерный, специальный и промышленный факультеты. Приказом Реввоенсовета СССР № 31 от 15 мая 1934 г. ей было присвоено имя К. Е. Ворошилова. Приказом НКО № 125 от 19 июля 1937 г. академия была переименована в Военную академию химической защиты имени К. Е. Ворошилова.
Академия была укомплектована профессорско-преподавательскими кадрами, способными не только обеспечить высокий уровень подготовки слушателей, но и успешно решать сложные научные проблемы, которые выдвигали интересы обороноспособности страны.
История дальнейшего развития академии обусловливалась интенсивной подготовкой государств фашистского блока к развязыванию мировой войны с использованием химического оружия. Это определило необходимость обеспечения надежной противохимической защиты Красной Армии и технического перевооружения химических войск. Для решения этих задач требовались специалисты — военные химики высшей квалификации. Подготовка их в академии считалась одним из важнейших мероприятий по укреплению обороноспособности нашей Родины в предвоенные годы.
Имея высококвалифицированный научный потенциал, академия быстро становится крупным учебным и научным центром Вооруженных Сил страны, инициатором научных разработок проблем вооружения химических войск и средств защиты. В стенах академии выросла целая плеяда выдающихся ученых, прославивших отечественную химическую науку не только в своей стране, но и за рубежом.
27 августа 1937 года арестован по обвинению в участии в антисоветском военно-фашистском заговоре начальник академии Авиновицкий Яков Лазаревич. Военной коллегией Верховного суда СССР приговорен к растрелу. Реабилитирован посмертно.
В 1958 году распоряжением Совета Министров СССР от 27 мая № 2052 академия переименована в Военную академию химической защиты (наименование «имени Ворошилова» — снято). За боевые заслуги в подготовке офицерских кадров и в связи с 50-летием Советской армии и ВМФ указом Президиума Верховного Совета СССР от 22 февраля 1968 года академия была награждена орденом Красного Знамени и получила наименование «Краснознаменная Военная академия химической защиты». В связи с увековечением памяти Маршала Советского Союза С. К. Тимошенко в 1970 году академии присвоено наименование «Военная Краснознаменная академия химической защиты имени Маршала Советского Союза С. К. Тимошенко» (постановление Совета Министров СССР от 19 мая 1970 года). В 1982 году в связи с 50-летием со дня основания награждена орденом Октябрьской Революции.
За годы существования академии и войск радиационной, химической и биологической защиты для вооруженных сил подготовлено около 10 000 офицеров и свыше 5 000 специалистов химической промышленности. Свыше 30 выпускников академии удостоены звания Героя Советского Союза, 8 — Героя Социалистического Труда и 5 — Героя Российской Федерации.
Академия заслуженно гордится такими выдающимися учеными, как академики Академии наук СССР Брицке Э. В., Вольфкович С. И., Шарыгин П. П., Кондратьев В. Н., Кнунянц И. Л., Дубинин М. М., Фокин А. В., Романков П. Г.. Высокого звания Героя Социалистического Труда удостоены выпускники академии Патоличев Н. С., Щербицкий Л. А., Кунцевич А. Д., Лепинь Л. К., Мартынов И. В., Николаев К. М.
Благодаря самоотверженному и героическому труду этих людей наша страна заняла лидирующее положение в теории и практическом создании новых химических технологий в промышленности и производстве минеральных удобрений, искусственных волокон, целлюлозы и бумаги, мономеров и полимеров, лекарственных препаратов, адсорбентов. Их фундаментальные теоретические труды легли в основу подготовки нескольких поколений ученых и специалистов для учебных, научных учреждений и оборонной промышленности страны.
Выпускники академии защищали интересы страны в вооруженных конфликтах у реки Халхин-Гол и на Карельском перешейке, героически сражались в годы Великой Отечественной войны, с честью выполняли свой воинский долг в Афганистане, в ходе антитеррористической операции на Северном Кавказе, при ликвидации последствий аварии на Чернобыльской АЭС.
Большой вклад в ликвидацию последствий аварии на Чернобыльской АЭС внесли многие офицеры, прапорщики и служащие академии.
10 апреля 2006 года распоряжением Правительства Российской Федерации в состав академии в качестве структурного подразделения включено Костромское высшее военное командно-инженерное училище РХБ защиты (военный институт). 1 августа 2006 года Военная академия радиационной, химической и биологической защиты имени Маршала Советского Союза С. К. Тимошенко переведена из Москвы в Кострому.
16 июня 2007 года в Военной академии РХБЗ был торжественно открыт Мемориал Славы войск РХБЗ — дань исторической памяти и глубокого уважения к тем, кто своим самоотверженным трудом и ратной доблестью вписал в историю Отечества, Вооруженных Сил немало славных страниц.
Распоряжением Правительства Российской Федерации от 24 декабря 2008 г. № 1951-р академия была реорганизована: в её состав включены Нижегородское высшее военно-инженерное командное училище (военный институт), Саратовский военный институт биологической и химической безопасности и Тюменское высшее военно-инженерное командное училище (военный институт) с последующим образованием на их основе обособленных структурных подразделений. Академия получила действующее наименование «Военная академия войск радиационной, химической и биологической защиты и инженерных войск имени Маршала Советского Союза С. К. Тимошенко».
В целях совершенствования структуры военных образовательных учреждений высшего профессионального образования Министерства обороны Российской Федерации приказом Министра обороны Российской Федерации были ликвидированы филиалы академии в городах Кстово (Нижегородская область) и Тюмень.
С 2013 года распоряжением Правительства Российской Федерации от 3 июня 2013 г. № 895-р Академия вновь стала именоваться «Военная академия радиационной, химической и биологической защиты имени Маршала Советского Союза С. К. Тимошенко».
В октябре 2015 года на базе академии, для подготовки научных кадров для военно-научного и оборонно-промышленного комплексов, а также проведения научных исследований в области реализации научно-прикладных задач по вопросам развития, применения и обеспечения войск РХБЗ Вооруженных Сил Российской Федерации, сформирована 11 научная рота.

## Специальности подготовки и реализуемые образовательные программы

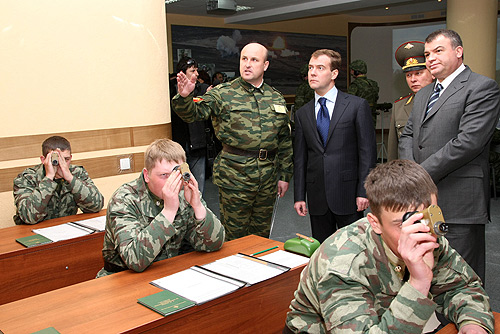
Президент РФ Д. А. Медведев, начальник академии Е. В. Кучинский и Министр обороны РФ А. Э. Сердюков на занятиях с курсантами 15 мая 2008 года

Высшая военная подготовка (офицерский состав): управление боевым обеспечением войск (сил) (радиационная, химическая и биологическая защита); управление эксплуатацией вооружения, военной техники и техническим обеспечением войск (сил) (радиационная, химическая и биологическая защита).
Полная высшая военно-специальная подготовка (курсанты): радиационная, химическая и биологическая защита; технологии веществ и материалов в вооружении и военной технике.
Полная средняя военно-профессиональная подготовка (сержанты): рациональное использование природохозяйственных комплексов.
Послевузовское профессиональное образование (адъюнктура и докторантура)
Дополнительное профессиональное образование: профессиональная переподготовка по профилю основных профессиональных образовательных программ вуза; повышение квалификации по профилю основных профессиональных образовательных программ вуза.

## Названия Академии
- 1932—1934 — Военно-химическая академия РККА;
- 1934—1937 — Военно-химическая академия имени К. Е. Ворошилова;
- 1937—1958 — Военная академия химической защиты имени К. Е. Ворошилова;
- 1958—1968 — Военная академия химической защиты;
- 1968—1970 — Краснознаменная Военная академия химической защиты;
- 1970—1982 — Военная Краснознаменная академия химической защиты имени Маршала Советского Союза С. К. Тимошенко;
- 1982—1998 — Военная ордена Октябрьской Революции Краснознаменная академия химической защиты имени Маршала Советского Союза С. К. Тимошенко;
- 1998—2004 — Военный университет радиационной, химической и биологической защиты;
- 2004—2008 — Военная академия радиационной, химической и биологической защиты имени Маршала Советского Союза С. К. Тимошенко;
- 2009—2013 — Военная академия войск радиационной, химической и биологической защиты и инженерных войск имени Маршала Советского Союза С. К. Тимошенко;
- 2013 — по н. в. — Военная академия радиационной, химической и биологической защиты имени Маршала Советского Союза С. К. Тимошенко (г. Кострома). Полное название Академии: Федеральное государственное казённое военное образовательное учреждение высшего образования (ФГКВОУ ВО) «Военная академия радиационной, химической и биологической защиты имени Маршала Советского Союза С. К. Тимошенко» (г. Кострома) Министерства обороны Российской Федерации.

## Начальники академии
- 1932—1937 гг. — корпусной комиссар Авиновицкий, Яков Лазаревич (1897—1938)
- 11.1937 — 12.1941 гг. — генерал-майор Ловягин, Пётр Ермолаевич (1897—1971)
- 12.1941 — 1942 гг. — военинженер 1-го ранга Клячко, Юрий Аркадьевич (1910—2004)
- 1942 г. — полковник Кислов, Алексей Никанорович (1896—1978)
- 1942—1960 гг. — генерал-лейтенант технических войск Петухов, Дмитрий Ефимович (1899—1968)
- 1960—1972 гг. — генерал-полковник технических войск Горбовский, Дмитрий Васильевич (1907—1978)
- 1972—1990 гг. — генерал-полковник технических войск Мясников, Владимир Владимирович (1924—2015)
- 1990—1993 гг. — генерал-лейтенант Кавунов, Владимир Сергеевич (1938 г.р.)
- 1993—1996 гг. — генерал-лейтенант Иванов, Борис Васильевич (1947 г.р.)
- 1996—2002 гг. — генерал-лейтенант Корякин, Юрий Николаевич (1946 г.р.)
- 2002—2005 гг. — генерал-лейтенант Манченко, Владимир Дмитриевич (1954 г.р.)
- 2005—2007 гг. — генерал-лейтенант Алимов, Николай Иванович (1950 г.р.)
- 2007—2012 гг. — генерал-майор Кучинский, Евгений Владимирович (1958 г.р.)
- 2012—2014 гг. — полковник Бакин, Алексей Николаевич (1964 г.р.) (временно исполняющий должность)
- 2014—2017 гг. — генерал-майор Кириллов, Игорь Анатольевич (1970 г.р.)
- с 2017 г. — генерал-лейтенант Емельянов, Игорь Михайлович (1967 г.р.)

## Награды
- В соответствии с Указом Президиума Верховного Совета СССР от 22 февраля 1968 года, за большие заслуги в подготовке офицерских кадров для Вооруженных Сил СССР и в связи с 50-летием Советской Армии и Военно-Морского Флота Военная академия химической защиты награждена орденом Красного Знамени.
- В соответствии с Указами Президиума Верховного Совета РСФСР  за достигнутые успехи в подготовке высококвалифицированных офицерских кадров для советских Вооруженных сил в феврале 1968 г., мае 1972 г. и мае 1982 г. Военная Краснознаменная академия химической защиты имени Маршала Советского Союза С.К. Тимошенко награждена почетной грамотой Президиума Верховного Совета РСФСР.
- В соответствии с Указом Государственного Совета ГДР от 1 марта 1974 года, за выдающиеся военные заслуги академия награждена Боевым орденом ГДР «За заслуги перед народом и Отечеством» — в золоте.
- В соответствии с Указом Президиума Великого Народного Хурала МНР № 87 от 13 апреля 1978 г. за большой вклад, внесенный в дело укрепления оборонной мощи МНР и подготовки высококвалифицированных кадров для Монгольской Народной армии, и в связи с 60-летием Советских Вооруженных Сил академия награждена орденом «За боевые заслуги».
- В соответствии с Указом государственного Совета ПНР от 7 апреля 1982 года, за выдающиеся заслуги в обучении и совершенствовании кадров для нужд химических войск Вооруженных Сил Польской Народной Республики академия награждена командорией со звездой ордена Заслуги Польской Народной Республики (командорским крестом со звездой ордена Заслуги Польской Народной Республики).
- В соответствии с Указом Государственного Совета Народной Республики Болгарии от 13 мая 1982 г. № 1170, за большие заслуги в подготовке и воспитании командных кадров для Болгарской Народной армии, за вклад в укреплении братской дружбы и сотрудничества между вооруженными силами и народами Народной республики Болгарии и СССР и в связи с 50-летием её создания академия награждена орденом «Народная Республика Болгария» I степени.
- В соответствии с Указом Президиума Верховного Совета СССР от 14 мая 1982 года, за большие заслуги в подготовке высококвалифицированных офицерских кадров для Вооруженных Сил СССР и развитии советской военной науки академия награждена орденом Октябрьской Революции.
- В соответствии с Указом Президиума Верховного Совета СССР за высокие показатели в боевой и политической подготовке и в ознаменование 50-летия образования СССР ЦК КПСС в декабре 1982 г. академия награждена Юбилейным почётным знаком.
- В соответствии с Указом Президиума Государственного Совета Республики Куба от 22 января 1983 г. № 137, за выдающуюся роль, которую сыграла академия в формировании и подготовке кадров революционных Вооруженных Сил, в постоянном повышении оперативной, боевой и политической подготовке их частей и за неоценимый вклад, который внесла академия в укрепление обороноспособности страны, академия награждена орденом «Антонио Масео».
- В соответствии с Указом государственного Совета Социалистической республики Вьетнам от 25 мая 1988 года, за заслуги в деле подготовки высококвалифицированных кадров для вьетнамской народной армии, укрепление обороноспособности и защиты республики, академия награждена вьетнамским орденом «За боевые заслуги» I степени.
- В соответствии с приказом Министра обороны Чешской и Словацкой Федеративной республики № 073 от 2 марта 1990 года, за заслуги в деле подготовки военных кадров и за вклад в обороноспособность страны, академия награждена правительственной наградой Чешской и Словацкой Федеративной республики — медалью «За заслуги перед ЧСА» I степени.
- В соответствии с Указом Президента Российской Федерации от 25 апреля 2022 г. No 227 «О награждении государственными наградами Российской Федерации» за заслуги в обеспечении безопасности государства, укреплении его обороноспособности и подготовке высококвалифицированных военных кадров академия награждена орденом Кутузова.